# Saison 7 des Mystères de l'amour
 (janvier 2014).
Si vous disposez d'ouvrages ou d'articles de référence ou si vous connaissez des sites web de qualité traitant du thème abordé ici, merci de compléter l'article en donnant les références utiles à sa vérifiabilité et en les liant à la section « Notes et références ».
Chronologie
Saison 6 Saison 8
La septième saison des Mystères de l'amour, série télévisée française créée par Jean-François Porry, est diffusée sur la chaîne TMC.

## Synopsis de la saison
c'est moi qui a tuer Farrah deutsche dans le but de faire comdamner peter Watson à mon insu dans la série des mystères 
De l'amour de l'épisode 7

## Distribution

### Acteurs principaux (dans l'ordre d'apparition au générique)
- Hélène Rollès : Hélène Watson
- Patrick Puydebat : Nicolas Vernier
- Serge Gisquière : Peter Watson
- Laure Guibert : Bénédicte Da Silva
- Philippe Vasseur : José Da Silva
- Laly Meignan : Laly Paoli
- Richard Pigois : John Greyson
- Elsa Esnoult : Fanny Greyson
- Sébastien Roch : Christian Roquier
- Marion Huguenin : Chloé Girard
- Carole Dechantre : Ingrid Soustal
- Macha Polikarpova : Olga Poliarva
- Lakshan Abenayake : Rudy Ayake
- Tom Schacht : Jimmy Werner
- Isabelle Bouysse : Jeanne Garnier

### Acteurs récurrents
- Fabrice Josso : Étienne Varlier
- Valentin Byls : Nicky McAllister
- Audrey Moore : Audrey McAllister
- Frédéric Attard : Anthony Maugendre
- Magali Semetys : Marie Dumont
- Célyne Durand : Mylène
- Camille Goncalves Fernandes : Léa Werner
- Eric Geynes : Phil Dooley
- Sami Alliot : Samuel
- Allan Duboux : Éric Fava
- Titouan Laporte : Diego de Carvalho
- Miguel Saez : Antonio de Carvalho
- Karine Lima : Karine Maison
- Jean-François Lescurat : maître Corbières
- Caroline Nolot : Mélie
- Bernard Minet : Bernard Minet
- Erwan Trudelle : Manuel
- Jérémy Wulc : lieutenant Sibert
- Marie Beaujeux : Laura
- Joyce Châtelier Brunet : Valériane de la Motte-Picquet
- Grégoire Desfond : Tom
- Margaux Gueunier : Jade
- Clément Bernot : Tonio
- David Tournay : David
- Candice Berner : Madame le juge

## Liste des épisodes
1. Des rires et des flammes
2. L'impossible choix
3. Scandale !
4. Pièges et sentiments !
5. Les fruits du mensonge
6. Méprises et surprises
7. Pris aux pièges
8. Fuite
9. Aveux
10. Baisers volés
11. Couples et mensonges
12. Déceptions
13. Preuves et épreuves
14. Enquête de vérité
15. Le baiser de Cendrillon
16. L'arme du crime
17. Dîner surprise
18. Retours et détours
19. Démasqué !
20. Terrible surprise
21. Disparition inquiétante
22. Le grand nettoyage
23. Méprises
24. Explosion
25. Différences destructrices
26. Éclaircies
27. Vérités explosives